# 普拉山特·布尚

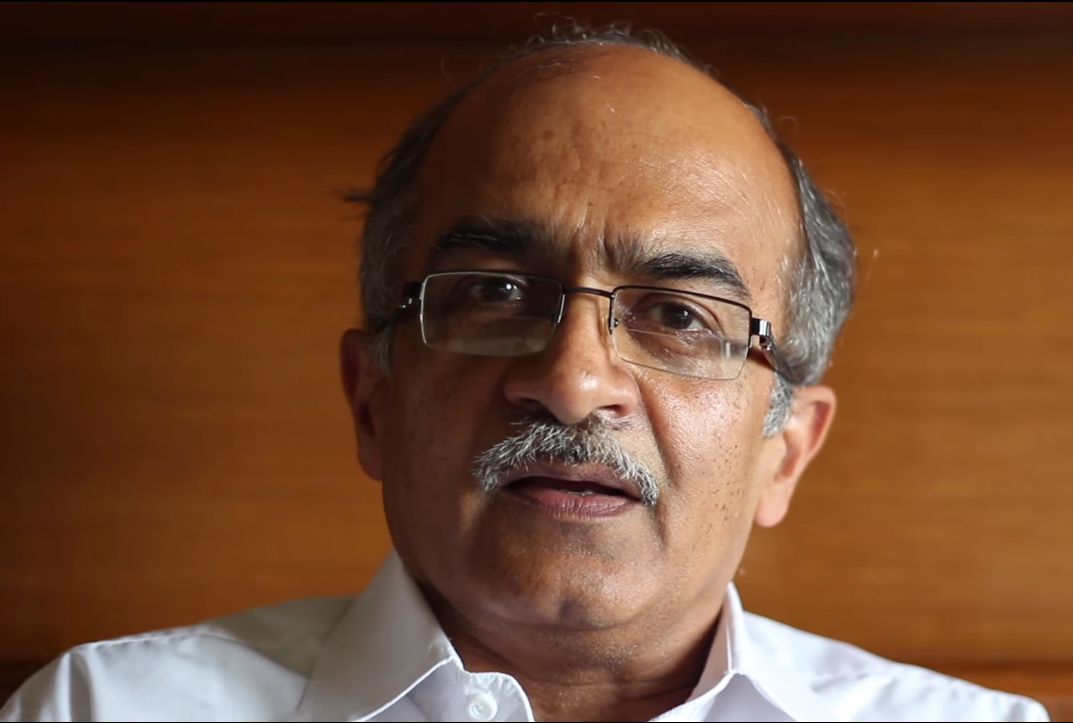

普拉山特·布尚（Prashant Bhushan，1956年10月15日—），印度民权律师。
印度国民大会党执政时期，布尚曾多次就腐败问题提交诉状。纳伦德拉·莫迪的印度人民党上台后，布尚数次提交诉状，指控政府侵犯公众利益。他还批评印度最高法院过于顺从印度政府。
2020年6月，布尚的两条推特为他招来了官司。前一条推特仅有一句话，批评印度最高法院自2014年莫迪政府上台以来侵犯自由。两天后发出的后一条推特指责印度首席大法官沙拉德·阿尔温德·博布德虚伪。这条推特附有照片，照片中沙拉德·阿尔温德·博布德未戴口罩，站在一辆价值6.7万美元的哈雷摩托車旁，人群簇拥着他。这张照片拍摄时，印度为控制新冠疫情已推出了一系列社交限制措施。8月24日，印度最高法院判定布尚藐视法院，认为他的推特下流、恶毒，蓄意攻击司法机关，对他罚款1卢比。法院判决，若布尚拒不缴纳罚款，他将被判处三个月的监禁，律师资格也将被剥夺。